# اکسل دیساسی
اکسل دیساسی (انگلیسی: Axel Disasi؛ زادهٔ ۱۱ مارس ۱۹۹۸) بازیکن فوتبال اهل فرانسه است.
وی همچنین در تیم ملی فوتبال زیر ۲۰ سال فرانسه و تیم ملی فوتبال فرانسه بازی کرده است. او در فصل ۲۰۲۳ ،۲۰۲۴ در انتقال به ارزش ۴۰ میلیون پوند از موناکو راهی چلسی شد